# Avenida Liberty (línea de la Calle Fulton)
La Avenida Liberty es una estación en la línea de la Calle Fulton del Metro de Nueva York de la división B del Independent Subway System. La estación se encuentra localizada en East New York, Brooklyn entre la Avenida Liberty y la Avenida Pensilvania. La estación es servida en varios horarios por los trenes del Servicio  y .